# José Nun
José Nun (Buenos Aires, 22 de septiembre de 1934-Ib., 25 de febrero de 2021) fue un abogado, investigador, politólogo y docente argentino. 
Durante dos décadas abía sido investigador del Conicet y fundador del Instituto de Altos Estudios Sociales de la Universidad Nacional de General San Martín.
Se desempeñó como secretario de Cultura de la Nación entre 2004 y 2009.

## Biografía

### Comienzos
Nun se recibió de abogado en 1961 en la Universidad de Buenos Aires con diploma de honor. En 1962 se especializó en Problemas de Desarrollo Económico en la Facultad de Ciencias Económicas de la misma universidad. Obtuvo el Diploma Superior de Estudios e Investigaciones en Ciencias Políticas de la Fundación Nacional de Ciencias Políticas de la Universidad de París en 1964.También fue Investigador Superior del Conicet entre 1985 y 2003, fundó y fue Rector del Instituto de Altos Estudios Universitarios de la Fundación Banco Patricios y fue director del Instituto de Altos Estudios Sociales de la Universidad Nacional de General San Martín.

### Trayectoria académica
Fue investigador del Conicet entre 1985 y 2003, llegando a la categoría de Investigador Superior.
Desde 1992 fue fundador y rector del Instituto de Altos Estudios Universitarios de la Fundación Banco Patricios, cargo que abandonó en 1998. A partir de 1998 y por 6 años fue director del Instituto de Altos Estudios Sociales de la Universidad Nacional de General San Martín.
En 2004 fue nombrado miembro titular del Comité Consultivo de la Biblioteca Nacional.

### Secretario de Cultura
Luego de la renuncia de Torcuato Di Tella. José Nun asumió la secretaría en 2004, nombrado por el presidente Néstor Kirchner.
Durante su gestión buscó torcer la visión elitista de la cultura orientada solo a las Bellas Artes. Puso en marcha el programa Libros y Casas,que entregaba una biblioteca equipada con 18 libros a familias beneficiarias del Plan Federal de Viviendas, que después adoptarían países como México, Cuba y España. En 2005, creó el ciclo Cafés Cultura Nación, dedicado a promover charlas-debate en todo el país, incluso en cárceles y cuarteles militares. Creó el SINCA (Sistema de Información Cultural de la Argentina), con información sobre la cultura del país en formato electrónico. Durante su gestión, la Secretaría promovió la Campaña contra el Tráfico Ilícito de Bienes Culturales y organizó los dos primeros Congresos Argentinos de Cultura (2006 y 2008). También impulsó el proyecto de "Ley Federal de Cultura" y consiguió el financiamiento del gobierno español para crear la Casa del Bicentenario, en pleno centro de la ciudad de Buenos Aires. En el marco de los festejos del Bicentenario de Argentina, impulsó los "Debates de Mayo" y los "Foros del Bicentenario", que reunían a especialistas argentinos y latinoamericanos y luego fueron publicados en forma de libros.
En octubre de 2009 José Nun se alejó de la secretaría asumiendo el intelectual Jorge Coscia.

## Premios y distinciones
- Beca de la John Simon Guggenheim Foundation (1991-1992)
- Beca de investigación otorgada por el Social Sciences and Humanities Research Council de Nueva York (1984-1985)
- Beca del Social Sciences and Humanities Research Council de Canadá (1978-1979 y 1989-1990).
- Premio Konex en ciencias políticas (1996)[9]
- Doctorado honoris causa Universidad Nacional de San Martín, 1996
- Premio Mención de Honor del Senado de la Nación, 2018
- Dos jornadas de homenaje, 26 y 27/03/20128, IDAES/UNSAM, 20 ponencias sobre su obra (a publicarse como libro)
- Premio Distinción "El terror de 5to 2da" por Democracia: Gobierno del pueblo, Gobierno de los políticos. (2018)
- Premio Domingo Faustino Sarmiento otorgado por elnSenado de la Nación.

## Publicaciones
José Nun es un prolifero autor y recopilador. Entre sus publicaciones se destacan:
- "Populismo, representación y menemismo" - Sociedad, 1994-1995.
- "Un populismo posmoderno? Las paradojas del menemismo" - Instituto de Altos Estudios de Viena.
- "La marginación social y cultural" - Ediciones Unidos, 1993.
- "El reinado de la crisis: el debate sobre la historia", 1992.
- "Crisis económica y despidos en masa" - Legasa, 1989.
- "La rebelión del coro: estudios sobre la racionalidad política y el sentido común" - Editorial Nueva Visión, 1989.